# Tipula succincta
Tipula succincta är en tvåvingeart som beskrevs av Alexander 1940. Tipula succincta ingår i släktet Tipula och familjen storharkrankar. Inga underarter finns listade i Catalogue of Life.